# 特鲁瓦斯勒
特鲁瓦斯勒（法語：Troissereux，法語發音：[tʁwasʁø]）是法国瓦兹省的一个市镇，属于博韦区。

## 地理
特鲁瓦斯勒（49°28'48"N, 2°2'34"E）面积14.05 平方千米，位于法国上法蘭西大區瓦兹省，该省份为法国北部内陆省份，北起索姆省，西接厄尔省和滨海塞纳省，南至塞纳-马恩省和瓦兹河谷省，东临埃纳省。
与特鲁瓦斯勒接壤的市镇（或旧市镇、城区）包括：博韦、富克尼、泰兰河畔米伊、蒂耶、韦尔德雷勒-莱索克斯。

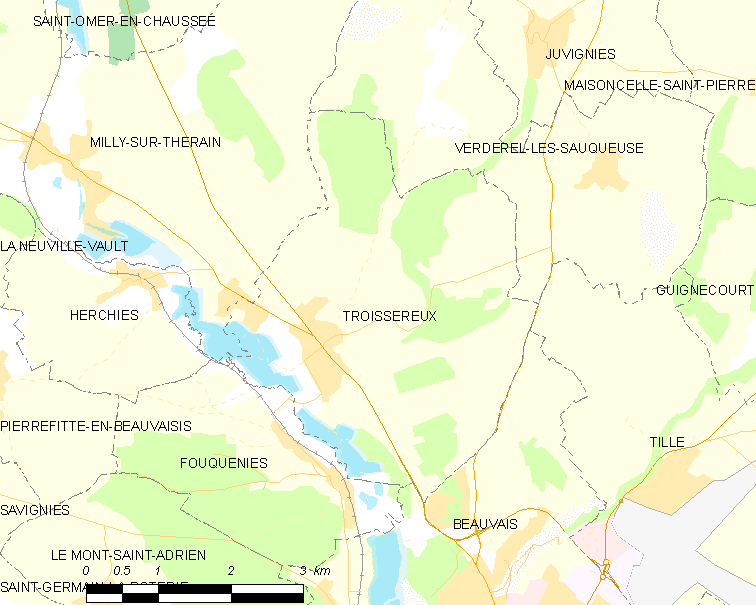
特鲁瓦斯勒的OSM定位图

特鲁瓦斯勒的时区为UTC+01:00、UTC+02:00（夏令时）。

## 行政
特鲁瓦斯勒的邮政编码为60112，INSEE市镇编码为60646。

## 政治
特鲁瓦斯勒所属的省级选区为穆伊县。

## 人口

1962-2008年间特鲁瓦斯勒人口变化图示

特鲁瓦斯勒于2022年1月1日时的人口数量为1364人。